# Resolució 1724 del Consell de Seguretat de les Nacions Unides
La Resolució 1724 del Consell de Seguretat de les Nacions Unides fou adoptada per unanimitat el 29 de novembre de 2006. Després de recordar les resolucions anteriors sobre la situació a Somàlia, en particular les resolucions 733 (1992), 1519 (2003), 1558 (2004), 1587 (2005), 1630 (2005) i 1676 (2005) el Consell va restablir un grup per supervisar l'embargament d'armes contra el país durant sis mesos més i va condemnar un augment del flux d'armes al país.
El text, proposat per Qatar, fou adoptat quan els membres del Consell van debatre una altra resolució que va aixecar parcialment l'embargament d'armes per permetre que les forces de l'Autoritat Intergovernamental per al Desenvolupament es desplegessin a Somàlia. La Resolució 1725 va autoritzar aquesta última missió.

## Observacions
El Consell de Seguretat va instar els líders somalis que continuessin el diàleg polític i que el Govern Federal de Transició continués establint la governança sobre el país. Va condemnar el tràfic d'armes a través de Somàlia violant l'embargament d'armes i va demanar millores per controlar el bloqueig i instar els estats a fer complir les restriccions.

## Actes
Actuant en virtut del Capítol VII de la Carta de les Nacions Unides, el Consell va subratllar que tots els països havien de complir l'embargament i van anunciar que considerarien noves accions per garantir el compliment. Es va demanar al secretari general de les Nacions Unides, Kofi Annan, que restablís un grup de seguiment per supervisar l'aplicació de l'embargament d'armes contra Somàlia, actualitzant les llistes d'aquells que violaven les sancions, cooperant amb un Comitè establert a la Resolució 751 (1992), fent recomanacions basades en els seus resultats i suggerint maneres de millorar la capacitat dels estats regionals d'implementar l'embargament. També es va demanar al Comitè que formulés recomanacions sobre les maneres de millorar l'eficàcia de l'embargament.
Finalment, es va demanar al Comitè que considerés una visita a Somàlia per demostrar la determinació del Consell d'aplicar l'embargament d'armes.